# Gianantonio Zanetel
Gianantonio Zanetel (* 9. Februar 1969) ist ein ehemaliger italienischer Skilangläufer.

## Werdegang
Zanetel startete im Dezember 1993 in Santa Caterina erstmals im Skilanglauf-Weltcup und belegte dabei den 96. Platz über 30 km klassisch. Sein erstes Rennen im Continental-Cup lief er im Februar 1996 in Valsassina, welches er auf dem 13. Platz über 15 km Freistil beendete. Im folgenden Jahr siegte er im Continental-Cup in Toblach über 30 km klassisch. Im März 1998 holte er in Falun mit dem 23. Platz über 10 km Freistil seine ersten Weltcuppunkte. Im Dezember 2002 gewann er beim Continental-Cup in Val Formazza im 15-km-Massenstartrennen. Ab der Saison 2000/01 bis 2006 nahm er vorwiegend an Wettbewerben des Marathon Cups teil. Dabei siegte er in den Jahren 2001, 2002 und 2004 beim American Birkebeiner, 2003 beim Keskinada Loppet und 2004 beim Birkebeinerrennet und beim La Sgambeda. Außerdem wurde er im Jahr 2004 Zweiter beim Engadin Skimarathon und im folgenden Jahr Zweiter beim Marcialonga und Dritter beim König-Ludwig-Lauf. Er gewann damit in der Saison 2000/01 und in der Saison 2003/04 die Gesamtwertung. In der Saison 2001/02, 2002/03 und 2004/05 wurde er jeweils Dritter in der Gesamtwertung. Im Januar 2004 erreichte er im Val di Fiemme mit dem vierten Platz beim Marcialonga seine beste Platzierung im Weltcupeinzel.

## Erfolge

### Siege bei Continental-Cup-Rennen
| Nr. | Datum             | Ort          | Disziplin            | Serie           |
| --- | ----------------- | ------------ | -------------------- | --------------- |
| 1.  | 15. März 1997     | Toblach      | 30 km klassisch      | Continental-Cup |
| 2.  | 21. Dezember 2002 | Val Formazza | 15 km klassisch Mst. | Continental-Cup |

### Siege bei Worldloppet-Cup-Rennen
Anmerkung: Vor der Saison 2015/16 hieß der Worldloppet Cup noch Marathon Cup.
| Nr. | Datum            | Ort     | Rennen               | Disziplin                   |
| --- | ---------------- | ------- | -------------------- | --------------------------- |
| 1.  | 24. Februar 2001 | Hayward | American Birkebeiner | 51 km Freistil Massenstart  |
| 2.  | 16. Februar 2003 | Ottawa  | Keskinada Loppet     | 50 km Freistil Massenstart  |
| 3.  | 22. Februar 2003 | Hayward | American Birkebeiner | 51 km Freistil Massenstart  |
| 4.  | 21. Februar 2004 | Hayward | American Birkebeiner | 52 km Freistil Massenstart  |
| 5.  | 20. März 2004    | Rena    | Birkebeinerrennet    | 58 km klassisch Massenstart |
| 6.  | 12. Februar 2004 | Livigno | La Sgambeda          | 42 km Freistil Massenstart  |

## Marathon-Cup-Gesamtplatzierungen
| Saison  | Punkte | Platz |
| ------- | ------ | ----- |
| 2001    | 238    | 1.    |
| 2002    | 231    | 3.    |
| 2003    | 387    | 3.    |
| 2003/04 | 388    | 1.    |
| 2004/05 | 319    | 3.    |